# 732
Вижте пояснителната страница за други значения на 732.

## Събития
- Създаден е първият от Орхонските надписи
- Битката при Поатие между арабските завоеватели от Умаядския халифат и франкско-бургундските сили, която бележи края на арабското нашествие в Европа.